# Кастел Мела
Кастел Мела (итал. Castel Mella) је насеље у Италији у округу Бреша, региону Ломбардија.
Према процени из 2011. у насељу је живело 10725 становника. Насеље се налази на надморској висини од 108 м.

## Становништво
| 1951. | 1961. | 1971. | 1981. | 1991. | 2001. | 2011.  |
| ----- | ----- | ----- | ----- | ----- | ----- | ------ |
| 2.880 | 2.877 | 3.195 | 4.512 | 5.786 | 8.141 | 10.840 |